# Linuxbbq
LinuxBBQ är en Linuxdistribution som är baserad på Debian. Målet med distributionen är att vara ett minimalistiskt lättvikts alternativ till Debian. Distributionen skapades för att man ska kunna köra och installera ett kommandotolksbaserat gränssnitt med Debian "unstable". Användaren kan själv bygga på installationen efter eget önskemål. LinuxBBQ använder fortfarande Init (inte Systemd) som Linux har ärvt från System V.
Distributionen använder sig av många olika fönsterhanterare (inte skrivbordsmiljö) och finns för både X86 och AMD64 processorarkitektur.
Sista versionen med AMD64 heter "Cardboard" och kommer med tre olika fönsterhanterare. Blackbox (standard), Openbox och Fluxbox. Den lanserades november 2015.
Juli 2016 lanserades tre olika versioner med kärnversion i586 för bättre kompatibilitet. "Anorexia" och "Adipositas" är utan X.Org Server. "Swikee" kommer med en fönsterhanterare som heter cwm. "Anorexia" är en bas där användaren själv måste bygga ett operativsystem. "Adipositas" är också en bas, men kommer med en stor mängd Terminalemulator program som kan användas till att lösa många olika uppgifter.
Alla tre är baserade på Debian "unstable". Det är fullt möjligt att uppgradera den installerade kärnan och välja från ett stort antal olika kärnversioner med hjälp av ett program som körs i en terminalemulator.